# 1929 en combiné nordique
| Années du combiné nordique : 1926 - 1927 - 1928 - 1929 - 1930 - 1931 - 1932    |
| Décennies du combiné nordique : 1890 - 1900 - 1910 - 1920 - 1930 - 1940 - 1950 |

Cette page reprend les résultats de combiné nordique de l'année 1929.

## Festival de ski d'Holmenkollen
L'édition 1929 du festival de ski d'Holmenkollen fut remportée par le norvégien Johan Grøttumsbråten
devant ses compatriotes Arne Rustadstuen et Christian Holmen (no).

## Jeux du ski de Lahti
L'épreuve de combiné des Jeux du ski de Lahti 1929 fut remportée par un coureur  norvégien, Arne Rustadstuen, devant deux de ses compatriotes, Peder Wahl et Lorang Andersen.

## Championnat du monde
Le championnat du monde eut lieu à Zakopane, en Pologne.
L'épreuve de combiné fut remportée par le vice-champion olympique norvégien Hans Vinjarengen
devant son compatriote Ole Stenen et le finlandais Esko Järvinen.

## Championnats nationaux

### Championnat d'Allemagne
L'épreuve du championnat d'Allemagne de combiné nordique 1929 fut remportée par Gustl Müller, qui avait remporté ce même championnat deux ans auparavant.

### Championnat de Finlande
Le championnat de Finlande 1929 a été remporté par Toivo Nykänen, qui avait déjà été sacré champion en 1925, 1926 & 1927.

### Championnat de France
Le championnat de France 1929 fut organisé à Luchon-Superbagnères.
Le champion de l'année fut Raymond Berthet.

### Championnat d'Italie
Le championnat d'Italie 1929 fut remporté par Vitale Venzi, qui conservait ainsi son titre.

### Championnat de Norvège
Le championnat de Norvège 1929 se déroula à Kongsberg, sur le Hannibalbakken.
Le vainqueur fut le vice-champion olympique Hans Vinjarengen, devant Johan Grøttumsbråten et Trygve Brodahl.

### Championnat de Pologne
Le championnat de Pologne 1928 fut remporté, comme les deux années précédentes, par Bronisław Czech, du club SNPTT Zakopane.

### Championnat de Suède
Le championnat de Suède 1929 a distingué Otto Hultberg (de), du club Bodens BK.
L'épreuve par équipes permit au IF Friska Viljor de conserver son titre de club champion.

### Championnat de Suisse
Le championnat de Suisse de ski 1929 a eu lieu à Arosa, comme en 1918.
Le champion 1928, Adolf Rubi, de Grindelwald, conserva son titre.